# تبادل دانشجو
تبادل دانشجو (به انگلیسی: Student Exchange) تله‌فیلمی محصول سال ۱۹۸۷ و به کارگردانی مولی میلر است. در این فیلم بازیگرانی همچون ویویکا دیویس، تاد فیلد، میتچل اندرسون، هدر گراهام، مورا تیرنی، گوین مک‌لاود، لیسا هارتمن بلک، او.جی. سیمپسون، لیندسی واگنر، لی گارلیگتون، نانسی لنهان، گلن شادیکس، راب استز و مون زاپا ایفای نقش کرده‌اند.